# 韦因地区苏尔茨
韦因地区苏尔茨是奥地利下奥地利州根瑟恩多夫县的一个市镇。总面积31.37平方公里，总人口1171人，人口密度37.3人/平方公里（2005年）。